# Вемблі (Альберта)
Вемблі (англ. Wembley) — містечко в Канаді, у провінції Альберта, у складі муніципального району Ґранд-Прері № 1.

## Населення
За даними перепису 2016 року, містечко нараховувало 1516 осіб, показавши зростання на 9,6%, порівняно з 2011-м роком. Середня густина населення становила 318,9 осіб/км².
З офіційних мов обидвома одночасно володіли 65 жителів, тільки англійською — 1 450, тільки французькою — 5. Усього 40 осіб вважали рідною мовою не одну з офіційних, з них 5 — українську.
Працездатне населення становило 860 осіб (77,5% усього населення), рівень безробіття — 17,4% (16,3% серед чоловіків та 18,9% серед жінок). 87,2% осіб були найманими працівниками, а 9,9% — самозайнятими.
Середній дохід на особу становив $56 191 (медіана $50 176), при цьому для чоловіків — $74 065, а для жінок $36 626 (медіани — $77 056 та $29 024 відповідно).
34,2% мешканців мали закінчену шкільну освіту, не мали закінченої шкільної освіти — 23%, 42,3% мали післяшкільну освіту, з яких 18,1% мали диплом бакалавра, або вищий.
| Статево-вікова структура населення | Статево-вікова структура населення | Статево-вікова структура населення | Статево-вікова структура населення | Статево-вікова структура населення |
| ---------------------------------- | ---------------------------------- | ---------------------------------- | ---------------------------------- | ---------------------------------- |
|                                    |                                    |                                    |                                    |                                    |
| Всього                             | Всього                             | 51,5%48,5%                         |                                    |                                    |
| 0 — 14 років                       | 0 — 14 років                       |                                    | 25,7%                              | 25,7%                              |
| 15 — 64 років                      | 15 — 64 років                      |                                    | 68,8%                              | 68,8%                              |
| 65 і більше                        | 65 і більше                        |                                    | 5,6%                               | 5,6%                               |
| 85 і більше                        | 85 і більше                        |                                    | 0,7%                               | 0,7%                               |
| Середній вік (років)               | Середній вік (років)               | 32,232,1                           | 32,2                               | 32,2                               |
| Медіана (років)                    | Медіана (років)                    | 31,930,7                           | 31,4                               | 31,4                               |
| — чоловіки — жінки                 |                                    |                                    |                                    |                                    |

| Походження мешканців:     | Походження мешканців:     | Походження мешканців: | Походження мешканців: | Походження мешканців: |
| ------------------------- | ------------------------- | --------------------- | --------------------- | --------------------- |
| Походження                |                           |                       | осіб                  | %                     |
| Корінні американці        | Корінні американці        |                       | 185                   | 12.2%                 |
| Інше північноамериканське | Інше північноамериканське |                       | 745                   | 49.14%                |
| Європейське               | Європейське               |                       | 1 045                 | 68.93%                |
| британське                | британське                |                       | 580                   | 38.26%                |
| французьке                | французьке                |                       | 225                   | 14.84%                |
| українське                | українське                |                       | 155                   | 10.22%                |
| Латинськоамериканське     | Латинськоамериканське     |                       | 10                    | 0.66%                 |
| Азійське                  | Азійське                  |                       | 10                    | 0.66%                 |

| Зайнятість населення за галузями (за класифікацією NOC): | Зайнятість населення за галузями (за класифікацією NOC): | Зайнятість населення за галузями (за класифікацією NOC): | Зайнятість населення за галузями (за класифікацією NOC): | Зайнятість населення за галузями (за класифікацією NOC): |
| -------------------------------------------------------- | -------------------------------------------------------- | -------------------------------------------------------- | -------------------------------------------------------- | -------------------------------------------------------- |
|                                                          |                                                          |                                                          |                                                          |                                                          |
| Управління                                               | Управління                                               |                                                          | 8,4%                                                     | 8,4%                                                     |
| Бізнес, фінанси та адміністрування                       | Бізнес, фінанси та адміністрування                       |                                                          | 11,4%                                                    | 11,4%                                                    |
| Природничі та прикладні науки                            | Природничі та прикладні науки                            |                                                          | 3,6%                                                     | 3,6%                                                     |
| Охорона здоров'я                                         | Охорона здоров'я                                         |                                                          | 4,2%                                                     | 4,2%                                                     |
| Освіта, правозахист, муніципальні та урядові служби      | Освіта, правозахист, муніципальні та урядові служби      |                                                          | 6,6%                                                     | 6,6%                                                     |
| Роздрібна торгівля та послуги                            | Роздрібна торгівля та послуги                            |                                                          | 18%                                                      | 18%                                                      |
| Гуртова торгівля, транспорт та обладнання                | Гуртова торгівля, транспорт та обладнання                |                                                          | 34,1%                                                    | 34,1%                                                    |
| Природні ресурси, сільське господарство                  | Природні ресурси, сільське господарство                  |                                                          | 8,4%                                                     | 8,4%                                                     |
| Виробництво                                              | Виробництво                                              |                                                          | 3,6%                                                     | 3,6%                                                     |

## Клімат
Середня річна температура становить 2,5°C, середня максимальна – 20,5°C, а середня мінімальна – -18,6°C. Середня річна кількість опадів – 500 мм.
| Клімат поселення                              | Клімат поселення | Клімат поселення | Клімат поселення | Клімат поселення | Клімат поселення | Клімат поселення | Клімат поселення | Клімат поселення | Клімат поселення | Клімат поселення | Клімат поселення | Клімат поселення | Клімат поселення |
| Показник                                      | Січ.             | Лют.             | Бер.             | Квіт.            | Трав.            | Черв.            | Лип.             | Серп.            | Вер.             | Жовт.            | Лист.            | Груд.            |                  |
| Середній максимум, °C                         | −5,97            | −3,16            | 2,38             | 10,44            | 16,19            | 20,21            | 20,51            | 19,60            | 14,76            | 8,97             | −1,07            | −6,38            |                  |
| Середня температура, °C                       | −12,3            | −9,5             | −3,94            | 4,12             | 9,85             | 13,86            | 15,70            | 14,78            | 9,92             | 4,14             | −5,87            | −11,21           |                  |
| Середній мінімум, °C                          | −18,63           | −15,83           | −10,29           | −2,21            | 3,53             | 7,52             | 10,88            | 9,95             | 5,10             | −0,67            | −10,7            | −16,04           |                  |
| Норма опадів, мм                              | 33               | 21               | 24               | 21               | 43               | 80               | 73               | 69               | 51               | 28               | 28               | 29               |                  |
| Середньомісячна швидкість вітру, м/с          | 2.70             | 2.70             | 3.00             | 3.30             | 3.42             | 3.20             | 2.90             | 2.80             | 3.00             | 3.20             | 2.87             | 2.80             |                  |
| Середньомісячна сонячна радіація, кДж/м²·день | 2691             | 5947             | 11366            | 16615            | 19955            | 21658            | 21490            | 17623            | 11589            | 6414             | 3067             | 1920             |                  |
| --------------------------------------------- | ---------------- | ---------------- | ---------------- | ---------------- | ---------------- | ---------------- | ---------------- | ---------------- | ---------------- | ---------------- | ---------------- | ---------------- | ---------------- |
| Джерело:                                      |                  |                  |                  |                  |                  |                  |                  |                  |                  |                  |                  |                  |                  |

## Галерея

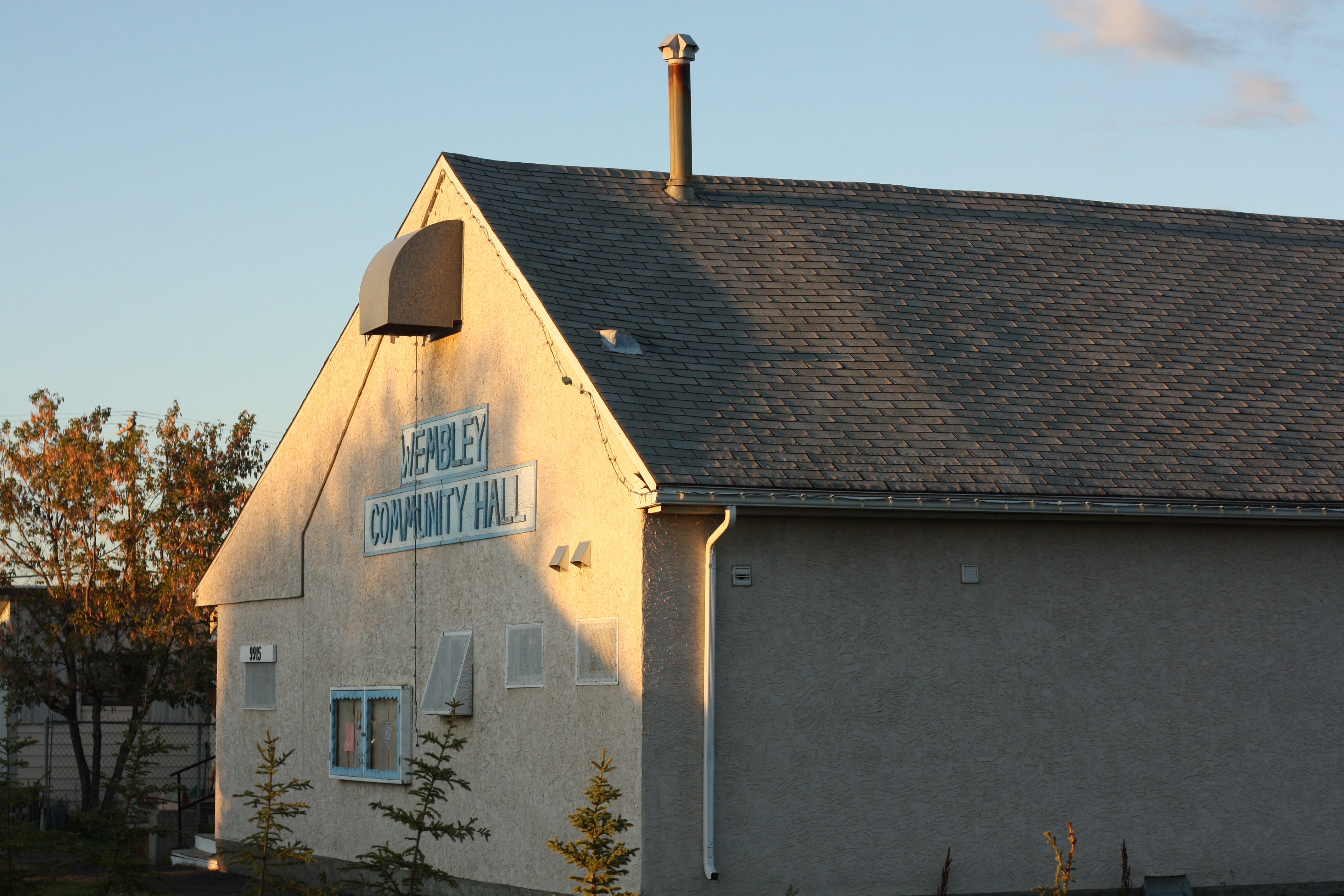
Будівля громадської ради
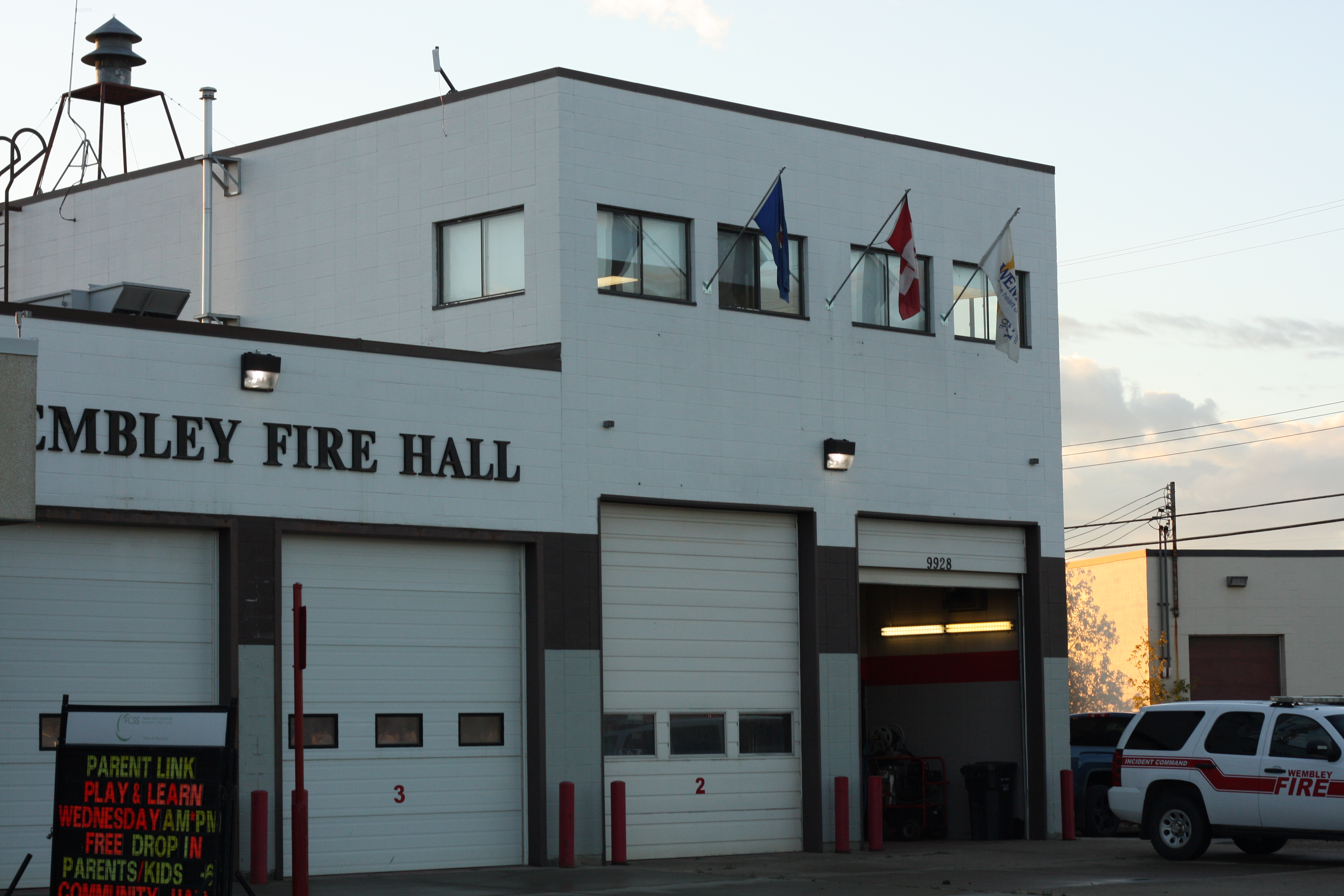
Будівля пожежної служби
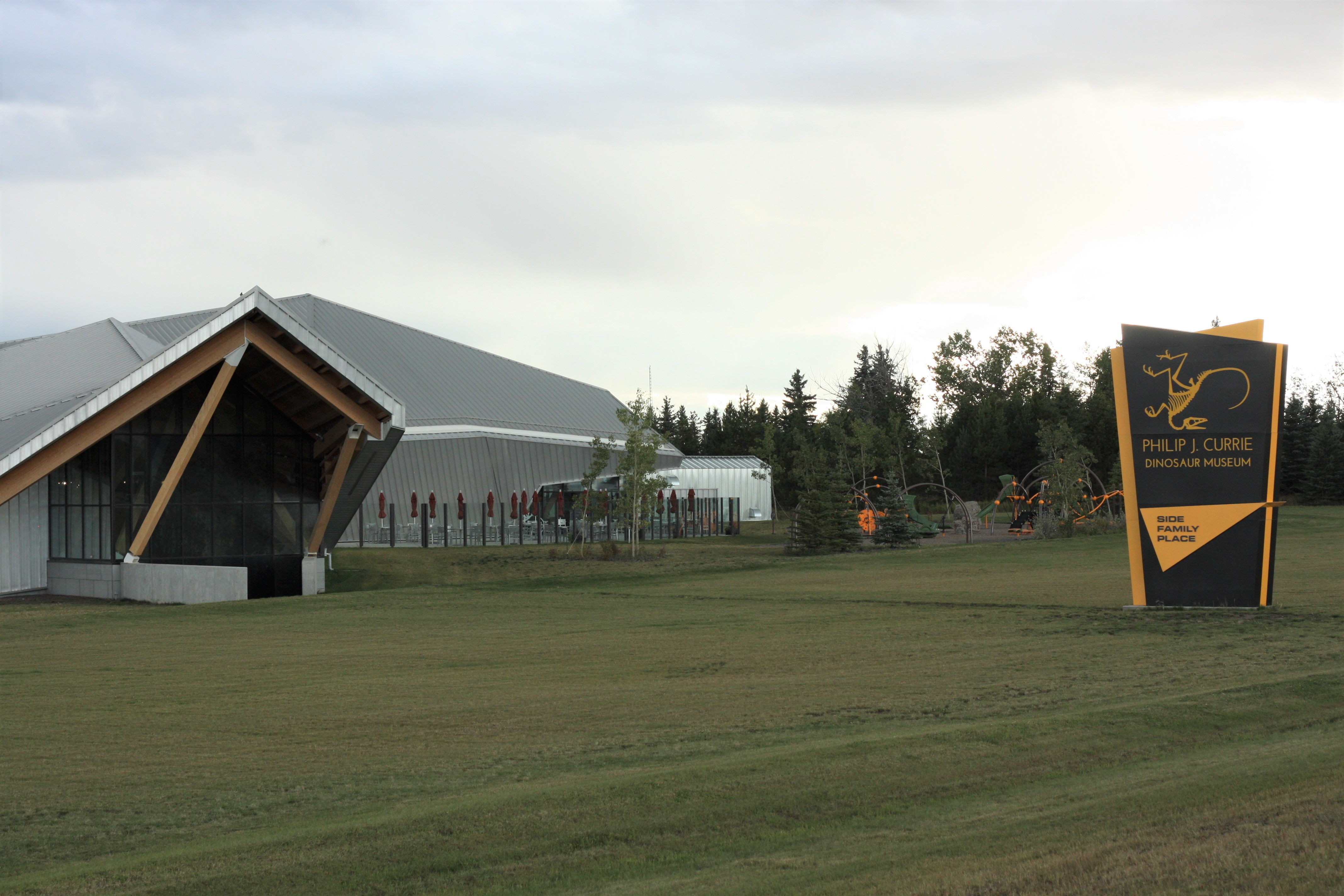
Музей динозаврів імені Філіпа Каррі